# Ettal (atolón)
Ettal, Etal, Etaru to, Naiad, Namoloto, Namolotou, Namonemeir o Namonesoson (en inglés: Ettal Atoll) es un atolón de las Islas Mortlock en el Océano Pacífico Central, que forman parte de las Islas Carolinas.
Administrativamente pertenece al municipio de Ettal, en la región de Mortlocks, en el estado de Chuuk de los Estados Federados de Micronesia, en la parte occidental del país, a 500 km al oeste de Palikir, la capital nacional.
Ettal está a 6 km al norte del atolón vecino, mucho más grande, Satawan y a 14 km al noroeste del atolón Lukunor, que también forma parte de las islas Mortlock. Se encuentra a 245 km al sureste del atolón Chuuk en el centro del estado. Ettal tiene la forma de un triángulo redondeado con una longitud de 6,5 km y una anchura máxima de 4 km. El área de la laguna es de aproximadamente 16 km², sin embargo, la superficie terrestre es de solo 1,9 km².  El atolón consta de 17 islas, la mayoría de las cuales se encuentran en las franjas de coral del este y el noreste. La única isla habitada y más grande con un área de 97 hectáreas es Ettal en el sureste del atolón, la segunda isla más grande es Parang en el extremo norte. Unon está aislado en el oeste. Ettal forma su propio municipio con 267 habitantes (en el año 2000). Las islas están densamente cubiertas de cocoteros y árboles del pan.